# Misterio (película)
Misterio (estrenada como Misterio - Estudio Q) es una película mexicana de ciencia ficción y suspenso de 1980. Dirigida por Marcela Fernández Violante y basada en la novela "Estudio Q" de Vicente Leñero. Protagonizada por Juan Ferrara, Helena Rojo, Víctor Junco y Armando Silvestre.
La película sigue a Alex, un actor de telenovelas cuya realidad comienza a deformarse y descubre que está siendo grabado como parte de una nueva telenovela.

## Argumento
Alex (Juan Ferreira) es un actor del Estudio Q donde protagoniza telenovelas bajo el estricto mando de su director (Víctor Junco). Este le ofrece una nueva telenovela, la cual es una réplica de la vida de Alex, donde el guion parece escribirse conforme Alex vive su vida.
Después de grabar una pelea con su esposa Silvia (Helena Rojo), esta desaparece y Alex corre en su búsqueda. Al entrar a su recámara, Alex se encuentra atrapado en un bucle donde regresa al estudio y todo el mundo parece ignorar sus reclamos. Las grabaciones de la telenovela revelan que Alex y el equipo están siendo filmados las 24 horas del día sin que a nadie más que a Alex le parezca extraño.
Al tomar una copa con su coprotagonista Federico (Armando Silvestre), Alex descubre que el trago es agua pintada y está siendo filmado. Ahí encuentra a Silvia, quien pasa de él y los extras le impiden físicamente reunirse con ella.
Federico presiona para modificar el guion e incluir una infidelidad entre él y Silvia. Esta última afirma que no conoce a Alex y están siendo vigilados. Gladys, la guionista, chantajea a Alex para que se acueste con ella a cambio de modificar el guion y, por lo tanto, su vida. Alex la rechaza y Gladys jura vengarse.
Alex comienza a aceptar su nueva vida. Gladys es despedida de la televisora y desaparece. Tras oponerse al director, Federico es despedido y asesinado. Por órdenes del director, Alex se acuesta con María Luisa (Leticia Perdigón), una reportera y fan de Alex. Silvia los descubre juntos y Alex huye en su automóvil. Este atropella a Silvia, pero todo se revela como parte de la telenovela.
El éxito de la telenovela lleva al estudio a preparar un gran final donde Alex debe dispararse en la cabeza. Al grabar la escena, Alex se niega a hacerlo y dispara al director, quien muere por las heridas mientras Alex proclama que la toma "fue perfecta".

## Elenco
- Juan Ferreira como Alex
- Helena Rojo como Silvia
- Víctor Junco como el Director
- Armando Silvestre como Federico
- Beatriz Sheridan como Gladys
- Ramón Menéndez como Director de Cámara
- Jorge Fegán como Productor Ejecutivo
- Leticia Perdigón como Maria Luisa